# Jorge Flores Valdés
Jorge Flores Valdés (Ciudad de México, 1 de febrero de  1941 - 19 de noviembre de 2020) fue un físico, catedrático, investigador y académico mexicano. Se especializó en el estudio de sistemas clásicos elásticos que son análogos a sistemas cuánticos, además de haber trabajado con la teoría estadística de reacciones nucleares, teoría de matrices aleatorias y fluctuaciones del espectro electrónico de partículas metálicas pequeñas. Fue promotor de la creación del Sistema Nacional de Investigadores en México.

## Estudios y docencia
Realizó sus estudios preuniversitarios en el Instituto Patria. En 1958 ingresó a la Facultad de Ciencias de la Universidad Nacional Autónoma de México (UNAM), al terminar en 1962 su licenciatura trabajó en el Instituto de Física con el doctor Marcos Moshinsky. Tres años más tarde obtuvo un doctorado en la misma casa de estudios. Viajó a Nueva Jersey para realizar un posdoctorado en la Universidad de Princeton.
En 1970 fue profesor visitante del Institute de Physique Nucléaire de la Universidad de París-Sur en Orsay. Ha impartido cursos y seminarios en la Universidad de Princeton, en la Universidad de París, en la Universidad de Zaragoza y algunas otras. Ha sido director del Instituto de Física de la UNAM y del Instituto  de Ciencias Físicas de la UNAM con sede en Cuernavaca.

## Académico e investigador
En la década de 1970 se especializó en la teoría estadística de las reacciones nucleares y la teoría de matrices aleatorias. Posteriormente trabajó en el estudio de fluctuaciones del espectro electrónico de partículas metálicas pequeñas y el estado sólido de sistemas desordenados. Tras el terremoto de México de 1985, al igual que otros científicos, realizó investigaciones para entender la respuesta sísmica del valle de México.
Dirigió el diseño y construcción del Museo de las Ciencias Universum de la UNAM, el cual dirigió durante ocho años. Fue subsecretario de Educación Superior e Investigación Científica de la Secretaría de Educación Pública (SEP), durante su gestión promovió el establecimiento del Sistema Nacional de Investigadores (SNI) en 1984, con esta tarea se trató de evitar la deserción y fuga de cerebros, pues en esos años la comunidad científica recibía bajos salarios y en el país se vivía una fuerte crisis económica.  Es investigador emérito del SNI y miembro del Consejo Consultivo de Ciencias de la Presidencia de la República.

## Obras publicadas
Ha escrito y publicado alrededor de una docena de libros de divulgación, sus artículos han sido citados en más de 1800 ocasiones, particularmente su trabajo referente a la física de matrices estocásticas, que realizó en coautoría con Pier A. Mello Pico y Tomás Brody, ha sido el trabajo más citado de la física mexicana.  Durante diez años llevó a cabo el programa Domingos de la ciencia difundido por la Academia Mexicana de Ciencias. De 1968 a 1984 fue miembro del Comité Editorial de la revista Naturaleza, fue director de la Revista Mexicana de Física de 1969 a 1973. Fue fundador del Suplementoe de Física Aplicada y del Suplementeo de Enseñanza en 1972. Colabroró para la serie La Ciencia desde México. Fue miembro de los comités editoriales del Fondo de Cultura Económica, desde 1990,  y de Ciencias de la UNAM, desde 1989, ese mismo año fue nombrado director del Centro Universitario de Comunicación de la Ciencia de la UNAM, cargo que desempeñó durante 8 años.

## Premios y distinciones
- Premio de Ciencias Exactas otorgado por la Academia Mexicana de Ciencias.
- Premio Universidad Nacional en el área de Investigación en Ciencias Exactas otorgado por la Universidad Nacional Autónoma de México.
- Premio Kalinga de Divulgación Científica otorgado por la Unesco en 1992.
- Premio Nacional de Ciencias y Artes en el área de Ciencias Físico-Matemáticas y Naturales otorgado por la Secretaría de Educación Pública en 1994.
- Investigador Emérito del Instituto de Física de la UNAM desde 1998.
- Investigador Emérito por el Sistema Nacional de Investigadores del Consejo Nacional de Ciencia y Tecnología desde 2012.
- Reconocimiento como precursor de la investigación científica en México por la Universidad Juárez Autónoma de Tabasco en 2013.[5]